# Kasanskaja (Krasnodar)
Kasanskaja (russisch Каза́нская) ist eine Staniza in der Region Krasnodar in Russland mit 10.991 Einwohnern (Stand 14. Oktober 2010).

## Geographie
Der Ort liegt im Kaukasusvorland etwa 120 km Luftlinie ostnordöstlich des Regionsverwaltungszentrums Krasnodar am rechten, hohen Ufer des Kuban.
Kasanskaja gehört zum Rajon Kawkasski und befindet sich etwa 10 km westsüdwestlich von dessen Verwaltungszentrum Kropotkin. Die Staniza ist Sitz und einzige Ortschaft der Landgemeinde Kasanskoje selskoje posselenije. Etwa ein Viertel der Einwohner der Staniza sind Armenier.

## Geschichte
Die Staniza wurde offiziell 1802 im Verlauf der Kuban-Verteidigungslinie des Russischen Reiches entlang der Grenze zum Kaukasus gegründet. In den Jahren 1803 und 1804 wurden dorthin Familien der zu den Donkosaken gehörenden Jekaterinoslawer Kosakentruppe umgesiedelt. Der Name geht auf das Kasaner Regiment der Kaiserlich Russischen Armee zurück, das an dieser Stelle etwa 1788 bis 1791 in einer Redoute stationiert war. Ab der zweiten Hälfte des 19. Jahrhunderts gehörte die Staniza zur „Abteilung“ (otdel) Kawkasski der Oblast Kuban.

### Bevölkerungsentwicklung
| Jahr | Einwohner |
| ---- | --------- |
| 1939 | 6.568     |
| 1959 | 7.282     |
| 1979 | 10.048    |
| 2002 | 10.656    |
| 2010 | 10.991    |

Anmerkung: Volkszählungsdaten

## Verkehr
Einige Kilometer nördlich an der Staniza führt die Regionalstraße 03K-002 (ehemals R217) vorbei, die von Temrjuk über Krasnodar kommend bei Kropotkin die föderale Fernstraße R217 Kawkas (ehemals M29) kreuzt und weiter zur Grenze mit der Region Stawropol führt; die weiter westlich gelebgene Staniza Tbilisskaja, Kasanskaja, Kropotkin und die östlich anschließende Staniza Kawkasskaja werden in diesem Bereich weiträumig umgangen. Durch den Ort selbst verläuft die 03K-039, die von Kropotkin kommend weiter nach Tbilisskaja führt und dann in die 03K-002 mündet.
Bei Kasanskaja befindet sich bei Streckenkilometer 11 die nach Generalmajor Iwan Milowanow (1764–1837), der um 1800 bei der Errichtung der Kaukasuslinie tätig war, benannte Station Milowanowo der Eisenbahnstrecke von Kropotkin (Station Kawkasskaja) nach Krasnodar. Die von der Nordkaukasischen Eisenbahn betriebene eingleisige Strecke wurde 1901 eröffnet und auf diesem Abschnitt 1999 elektrifiziert.